# FIVB World Tour 2006 der Männer
Die FIVB World Tour 2006 der Männer bestand aus 14 Beachvolleyball-Turnieren, von denen vier als Grand Slam und zehn als Open ausgetragen wurden. Neun Mal gewannen Brasilianer, je zwei Mal Deutsche und US-Amerikaner und einmal ein Schweizer Team. Die erfolgreichsten Sportler waren Ricardo Santos / Emanuel Rego mit fünf Siegen, gefolgt von Fábio Luiz / Márcio Araújo mit vier und Christoph Dieckmann / Julius Brink mit zwei Siegen.

## Turniere

### Shanghai Open (23. bis 27. Mai)
| Platz | Team                               |
| ----- | ---------------------------------- |
| 1     | Fábio Luiz / Márcio Araújo         |
| 2     | Franco Neto / Pedro Cunha          |
| 3     | Christoph Dieckmann / Julius Brink |
| 4     | Ricardo Santos / Emanuel Rego      |
| 5     | Martín Conde / Mariano Baracetti   |
| 5     | Eugenio Amore / Andrea Tomatis     |
| 7     | Andrew Schacht / Joshua Slack      |
| 7     | Harley Marques / Benjamin Insfran  |

Die beiden besten Duos aus Österreich Clemens Doppler / Peter Gartmayer und Bernhard Strauß / Florian Gosch teilten sich mit anderen Paaren den dreizehnten Rang. Martin Laciga und Markus Egger aus der Schweiz wurden neunte.

Ins Halbfinale schafften es ein deutsches und drei brasilianische Teams. Dieckmann / Brink verloren gegen Cunha / Franco, sicherten sich aber anschließend die Bronzemedaille. Fábio Luiz und Márcio Araújo besiegten zunächst Ricardo und Emanuel und gewannen anschließend auch das Endspiel..

### Zagreb Open (1. bis 4. Juni)
| Platz | Team                              |
| ----- | --------------------------------- |
| 1     | Ricardo Santos / Emanuel Rego     |
| 2     | Todd Rogers / Phil Dalhausser     |
| 3     | Mike Lambert / Stein Metzger      |
| 4     | Pedro Solberg / Roberto Lopes     |
| 5     | Andrew Schacht / Joshua Slack     |
| 5     | Dax Holdren / Sean Scott          |
| 7     | Clemens Doppler / Peter Gartmayer |
| 7     | Dmitri Barsuk / Roman Arkajew     |

Ricardo / Emanuel setzten sich gegen Pedro Solberg / Roberto Lopes und anschließend gegen Rogers / Dalhausser durch, die zuvor Stein / Metzger bezwungen hatten. Die US-Amerikaner entschieden das Duell um den dritten Platz auf dem Podest für sich.

Die Eidgenossen Stefan Kobel / Patrick Heuscher erreichten den geteilten neunten Rang. Doppler / Gartmeyer wurden siebte. Deutsche waren in Kroatien nicht am Start..

### Roseto degli Abruzzi Open (7. bis 11. Juni)
| Platz | Team                              |
| ----- | --------------------------------- |
| 1     | Stefan Kobel / Patrick Heuscher   |
| 2     | Ricardo Santos / Emanuel Rego     |
| 3     | Harley Marques / Benjamin Insfran |
| 4     | Fábio Luiz / Márcio Araújo        |
| 5     | Kristjan Kais / Rivo Vesik        |
| 5     | Iver Horrem / E.P. Pettersen      |
| 7     | David Klemperer / Kjell Schneider |
| 7     | Martin Laciga / Markus Egger      |

Beste Österreicher waren diesmal Nik Berger / Robert Nowotny als dreizehnte. Ein deutsches und zwei schweizerische Duos kamen unter die Top Acht. Während Laciga / Egger als siebte und Klemperer / Schneider als fünfte das Semifinale verpassten, gewannen Stefan Kobel und Patrick Heuscher ihre dritte Goldmedaille nach den Gstaad Open 2004 und den Grand Slam in Paris 2005 auf der FIVB World Tour. In der Vorschlussrunde bezwangen sie Fábio Luiz / Márcio Araújo und danach deren Landsleute Ricardo und Emanuel. Harley und Benjamin wurden dritte..

### Espinho Open (15. bis 18. Juni)
| Platz | Team                               |
| ----- | ---------------------------------- |
| 1     | Christoph Dieckmann / Julius Brink |
| 2     | Ricardo Santos / Emanuel Rego      |
| 3     | Franco Neto / Pedro Cunha          |
| 4     | Riccardo Lione / Matteo Varnier    |
| 5     | Fábio Luiz / Márcio Araújo         |
| 5     | Jørre Kjemperud / Tarjei Skarlund  |
| 7     | Luizão Corrêa / Nalbert Bitencourt |
| 7     | Kristjan Kais / Rivo Vesik         |

Paul Laciga und Sascha Heyer konnten als bestes Team aus der Schweiz als letztendlich siebzehnte nur ein Spiel gewinnen. Dagegen teilten sich die Österreicher Clemens Doppler / Peter Gartmayer und Bernhard Strauß / Florian Gosch gemeinsam mit zwei anderen Beachpaaren den neunten Platz.

Im Endspiel standen zum dritten Mal in Serie Ricardo und Emanuel. Wie schon in Italien, mussten sie sich auch diesmal geschlagen geben. Christoph Dieckmann und Julius Brink gewannen nach dem Sieg über Cunha / Franco auch ihr letztes Match in Portugal. Das kleine Finale entschieden die Brasilianer gegen die Italiener für sich..

### Gstaad Grand Slam (22. bis 25. Juni)
| Platz | Team                               |
| ----- | ---------------------------------- |
| 1     | Ricardo Santos / Emanuel Rego      |
| 2     | Fábio Luiz / Márcio Araújo         |
| 3     | Christoph Dieckmann / Julius Brink |
| 4     | Franco Neto / Pedro Cunha          |
| 5     | Martín Conde / Mariano Baracetti   |
| 5     | Jacob Gibb / Sean Rosenthal        |
| 7     | Kristjan Kais / Rivo Vesik         |
| 7     | David Klemperer / Kjell Schneider  |

Von drei österreichischen Paaren im Hauptfeld erreichten Nik Berger / Robert Nowotny den geteilten siebzehnten Rang. Von den vier Schweizer Duos wurden Marcel Gscheidle und Jan Schnider als die Besten beim Heim Grand Slam Neunte und von drei deutschen Teams waren zwei in den Top Acht. Klemperer / Schneider kamen über den geteilten siebten Platz nicht hinaus. Brink / Dieckmann standen mit drei brasilianischen Beachpaaren in der Vorschlussrunde und konnten nach der Niederlage gegen die späteren Sieger Ricardo / Emanuel zumindest Cunha / Franco in die Schranken weisen. Die hatten zuvor auch gegen ihre Landsleute Fábio Luiz / Márcio Araújo das Nachsehen gehabt..

### Stavanger Grand Slam (29. Juni bis 2. Juli)
| Platz | Team                               |
| ----- | ---------------------------------- |
| 1     | Ricardo Santos / Emanuel Rego      |
| 2     | Fábio Luiz / Márcio Araújo         |
| 3     | Harley Marques / Benjamin Insfran  |
| 4     | Martín Conde / Mariano Baracetti   |
| 5     | Christoph Dieckmann / Julius Brink |
| 5     | David Klemperer / Kjell Schneider  |
| 5     | Riccardo Lione / Matteo Varnier    |
| 5     | Paul Laciga / Sascha Heyer         |

Die einzigen Österreicher im Hauptfeld Clemens Doppler / Peter Gartmayer scheiterten sieglos in der Gruppenphase. Die besten Eidgenossen Paul Laciga / Sascha Heyer wurden wie die Deutschen Brink / Dieckmann und Klemperer / Schneider fünfte.

Wieder hatten drei brasilianische Teams das Semifinale erreicht, diesmal kam ein weiteres südamerikanisches Duo hinzu. Die Argentinier Conde / Baracetti konnten jedoch weder Fábio Luiz / Márcio Araújo noch im anschließenden kleinen Finale Harley und Benjamin stoppen. Das Endspiel endete in Norwegen wie schon in der Schweiz mit den Siegern Ricardo und Emanuel..

### Marseille Open (6. bis 9. Juli)
| Platz | Team                                   |
| ----- | -------------------------------------- |
| 1     | Ricardo Santos / Emanuel Rego          |
| 2     | Fábio Luiz / Márcio Araújo             |
| 3     | Franco Neto / Pedro Cunha              |
| 4     | Luizão Corrêa / Nalbert Bitencourt     |
| 5     | Christoph Dieckmann / Julius Brink     |
| 5     | Kevin Cès / Fabien Dugrip              |
| 7     | Kristjan Kais / Rivo Vesik             |
| 7     | Kōichi Nishimura / Katsuhiro Shiratori |

Christoph Dieckmann / Julius Brink als Fünfte, Paul Laciga / Sascha Heyer auf Platz dreizehn und Bernhard Strauß / Florian Gosch auf dem geteilten siebzehnten Rang waren in Marseille die besten Sportler aus den deutschsprachigen Ländern.

Im Halbfinale wurde durchgängig portugiesisch gesprochen. Vier brasilianische Teams machten den Sieg unter sich aus. Die meisten Spiele mussten dabei Luizão  Corrêa und Nalbert Bitencourt absolvieren. Sie hatten sich über die Country Quota durch die Qualifikation und weitere sechs Begegnungen in die Runde der letzten vier vorgekämpft, scheiterten jedoch an Ricardo und Emanuel und verloren danach auch gegen Franco / Cunha. Im Finale standen die gleichen Duos wie in den beiden vorherigen Veranstaltungen und auch die Reihenfolge auf den ersten beiden Podiumsplätzen änderte sich nicht..

### Montréal Open (13. bis 16. Juli)
| Platz | Team                              |
| ----- | --------------------------------- |
| 1     | Fábio Luiz / Márcio Araújo        |
| 2     | Ricardo Santos / Emanuel Rego     |
| 3     | Franco Neto / Pedro Cunha         |
| 4     | Stefan Kobel / Patrick Heuscher   |
| 5     | Harley Marques / Benjamin Insfran |
| 5     | Martin Laciga / Markus Egger      |
| 7     | Pablo Herrera / Raúl Mesa         |
| 7     | Jørre Kjemperud / Tarjei Skarlund |

Die einzigen deutschen Teilnehmer in Kanada scheiterten in der Qualifikation, die besten Österreicher Clemens Doppler / Peter Gartmayer wurden siebzehnte. Die Schweizer Martin Laciga und Markus Egger belegten den fünften Rang. Ihre Landsleute Stefan Kobel / Patrick Heuscher erreichten das Halbfinale. Sie verpassten aber nach den Niederlagen gegen Fábio Luiz und Márcio Araújo sowie Cunha / Franco eine Medaille. Im Endspiel standen die gleichen Duos wie in den Wettbewerben zuvor mit dem Unterschied, dass Ricardo und Emanuel diesmal nur mit Silber dekoriert wurden..

### Sankt Petersburg Open (19. bis 23. Juli)
| Platz | Team                               |
| ----- | ---------------------------------- |
| 1     | Fábio Luiz / Márcio Araújo         |
| 2     | Christoph Dieckmann / Julius Brink |
| 3     | Jochem de Gruijter / Gijs Ronnes   |
| 4     | Ricardo Santos / Emanuel Rego      |
| 5     | Martín Conde / Mariano Baracetti   |
| 5     | Franco Neto / Pedro Cunha          |
| 7     | Andrew Schacht / Joshua Slack      |
| 7     | Harley Marques / Benjamin Insfran  |

Nach sechs Finalteilnahmen in Folge standen diesmal Ricardo und Emanuel nicht im Endspiel. Schuld daran waren Christoph Dieckmann und Julius Brink. Wie schon beim ersten Event des Jahres blieben die Brasilianer ohne Medaille. Auch gegen Jochem de Gruijter / Gijs Ronnes zogen die amtierenden Olympiasieger den Kürzeren. Fábio Luiz und Márcio Araújo, die zuvor die Niederländer besiegt hatten, gewannen auch das letzte Spiel der Veranstaltung.
Paul Laciga / Sascha Heyer wurden dreizehnte. Österreicher fehlten in Russland..

### Paris Grand Slam (27. bis 30. Juli)
| Platz | Team                               |
| ----- | ---------------------------------- |
| 1     | Fábio Luiz / Márcio Araújo         |
| 2     | Jacob Gibb / Sean Rosenthal        |
| 3     | Ricardo Santos / Emanuel Rego      |
| 4     | Christoph Dieckmann / Julius Brink |
| 5     | Franco Neto / Pedro Cunha          |
| 5     | Mike Lambert / Stein Metzger       |
| 7     | Iver Horrem / E.P. Pettersen       |
| 7     | Stefan Kobel / Patrick Heuscher    |

Clemens Doppler / Peter Gartmayer wurden dreizehnte. Davor belegten Paul Laciga / Sascha Heyer den geteilten neunten und Kobel / Heuscher den geteilten siebten Rang.

Zum dritten Mal in Folge sicherten sich Fábio Luiz und Márcio Araújo die Goldmedaille. Die Brasilianer hatten im Halbfinale Dieckmann / Brink und anschließend Gibb / Rosenthal bezwungen. Ricardo und Emanuel erkämpften gegen die Deutschen den dritten Platz..

### Klagenfurt Grand Slam (3. bis 6. August)
| Platz | Team                               |
| ----- | ---------------------------------- |
| 1     | Todd Rogers / Phil Dalhausser      |
| 2     | Ricardo Santos / Emanuel Rego      |
| 3     | Fábio Luiz / Márcio Araújo         |
| 4     | Martín Conde / Mariano Baracetti   |
| 5     | Xu Linyin / Wu Penggen             |
| 5     | Pablo Herrera / Raúl Mesa          |
| 5     | Christoph Dieckmann / Julius Brink |
| 5     | Mike Lambert / Stein Metzger       |

Clemens Doppler / Peter Gartmayer, Alexander Horst / Sebastian Göttlinger und Stefan Kobel / Patrick Heuscher erreichten das Achtelfinale. Christoph Dieckmann und Julius Brink schieden eine Runde später aus dem Wettbewerb. Ihre Gegner Todd Rogers und Phil Dalhausser bezwangen anschließend auch Conde / Baracetti und sicherten sich gegen Ricardo / Emanuel ihren ersten Titel überhaupt auf der Tour. Die Bronzemedaille ging an Fábio Luiz und Márcio Araújo. Für die Argentinier blieb wieder nur der vierte Platz..

### Stare Jablonki Open (10. bis 13. August)
| Platz | Team                                 |
| ----- | ------------------------------------ |
| 1     | Ricardo Santos / Emanuel Rego        |
| 2     | Franco Neto / Pedro Cunha            |
| 3     | Xu Linyin / Wu Penggen               |
| 4     | Fábio Luiz / Márcio Araújo           |
| 5     | Martín Conde / Mariano Baracetti     |
| 5     | Stefan Kobel / Patrick Heuscher      |
| 7     | Yannick Salvetti / Guilherm Deulofeu |
| 7     | Eugenio Amore / Matteo Varnier       |

Wie schon in Montréal, scheiterten die einzigen Deutschen Daniel Krug und Mischa Urbatzka in der Qualifikation. Die Österreicher Bernhard Strauß / Florian Gosch auf dem geteilten siebzehnten Platz sowie die Eidgenossen Paul Laciga / Sascha Heyer auf dem geteilten dreizehnten und Stefan Kobel / Patrick Heuscher auf dem geteilten fünften Rang waren die besten Paarungen aus deutschsprachigen Nationen.

In die Phalanx der brasilianischen Teams konnte in Polen ein asiatisches Beachpaar einbrechen. Xu / Wu besiegten nach der Niederlage gegen Emanuel und Rego deren Landsleute Fábio Luiz / Márcio Araújo und sicherten sich Bronze. Cunha und Franco mussten sich im Endspiel mit Silber zufriedengeben..

### Vitoria Open (28. September bis 1. Oktober)
| Platz | Team                               |
| ----- | ---------------------------------- |
| 1     | Christoph Dieckmann / Julius Brink |
| 2     | Jacob Gibb / Sean Rosenthal        |
| 3     | Franco Neto / Pedro Cunha          |
| 4     | Ricardo Santos / Emanuel Rego      |
| 5     | Fábio Luiz / Márcio Araújo         |
| 5     | Mike Lambert / Stein Metzger       |
| 7     | Luizão Corrêa / Nalbert Bitencourt |
| 7     | Kevin Wong / Sean Scott            |

Sowohl Dieckmann / Brink als auch Gibb / Rosenthal konnten ihre brasilianischen Kontrahenten im Semifinale besiegen. Die Deutschen gewannen auch das Finale, Franco und Cunha hatten im Bronzematch gegen Ricardo und Emanuel das bessere Ende für sich.

Die Österreicher Nik Berger / / Peter Gartmayer belegten den geteilten siebzehnten Platz. Marcel Gscheidle / Jan Schnider mussten sich ebenso wie Daniel Krug / Mischa Urbatzka sieglos mit dem 25. Rang begnügen..

### Acapulco Open (25. bis 28. Oktober)
| Platz | Team                               |
| ----- | ---------------------------------- |
| 1     | Jacob Gibb / Sean Rosenthal        |
| 2     | Ricardo Santos / Emanuel Rego      |
| 3     | Todd Rogers / Phil Dalhausser      |
| 4     | Xu Linyin / Wu Penggen             |
| 5     | Fábio Luiz / Márcio Araújo         |
| 5     | Reinder Nummerdor / Richard Schuil |
| 7     | Franco Neto / Pedro Cunha          |
| 7     | Jørre Kjemperud / Tarjei Skarlund  |

Nik Berger / Peter Gartmayer und Marcel Gscheidle / Jan Schnider wurden jeweils dreizehnte. Deutsche Beachpaare waren nicht zum letzten Event des Jahres nach Mexiko gereist.

Nach Paris und Vitória standen Gibb und Rosenthal in Acapulco zum dritten Mal im Endspiel und konnten zum ersten Mal die Goldmedaille in Empfang nehmen. Nach dem Sieg über Xu / Wu waren sie auch von Ricardo und Emanuel nicht zu bezwingen. Bronze sicherten sich Rogers und Dalhausser im Spiel gegen die Chinesen..

## Auszeichnungen des Jahres 2006
| FIVB Tour Champion    | Ricardo Santos / Emanuel Rego |
| Team of the year      | Ricardo Santos / Emanuel Rego |
| Most Outstanding      | Emanuel Rego                  |
| Sportsperson          | Franco Neto                   |
| Top Rookie            | Sean Rosenthal                |
| Most Inspirational    | Franco Neto                   |
| Most Improved Player  | Phil Dalhausser               |
| Best Blocker          | Phil Dalhausser               |
| Best Hitter           | Emanuel Rego                  |
| Best Offensive Player | Ricardo Santos                |
| Best Server           | Iver Horrem                   |
| Best Setter           | Márcio Araújo                 |
| Best Defensive Player | Todd Rogers, Martín Conde     |

Quelle: 